# ولکام (آرکانزاس)
ولکام (به انگلیسی: Welcome Home) یک منطقهٔ مسکونی در ایالات متحده آمریکا است که در شهرستان سیرسی، آرکانزاس واقع شده‌است. ولکام  ۵۷۳٫۹۵ متر بالاتر از سطح دریا واقع شده‌است.